# Савад
Савад је назив који се у раном исламском периоду (7-12 веку) користио за јужни Ирак. Он у преводи значи "црна земља" или "обрадиво земљиште"  и односи се на изразит контраст између алувијалне равнице Месопотамије и Арабијске пустиње. За време владавине Омејада и Абасида то је био званични политички израз за покрајину која је обухватала већину савременог Ирака, осим Сиријске пустиње и Горње Месопотамије на северу. 
Као општи термин на арапском и персијском језику, савад (سواد) се користио за означавање наводњаваних и обрађиваних површина у било ком округу. Непромењен, увек се односио на јужни Ирак, багдадски савад. Заменио га је ужи термин познат као Радан.